# Donald F. Sangster
Donald F. Sangster (* 3. August 1935 in Sherbrooke (Quebec); † 28. Dezember 2018 in Ottawa) war ein kanadischer Lagerstättengeologe und Mineraloge.
Sangster erwarb einen Bachelor-Abschluss in Chemie an der Bishop´s University, einen Bachelor- und Master-Abschluss in Geologie an der McGill University und wurde an der University of British Columbia in Geologie promoviert (über Eisen-Skarn auf Vancouver Island). 1964 bis zur Pensionierung 1995 war er Lagerstättengeologe beim Geological Survey of Canada. 1971 bis 1976 war er dort Leiter der Sektion Mineral-Lagerstätten. 1986 bis 1995 war er Adjunct Professor an der University of Ottawa.
Er erforschte insbesondere sulfidische Kupfer-Blei-Zink-Lagerstätten in Kanada, aber auch in Europa, Japan und Australien.
1994/95 war er Präsident der Society of Economic Geologists. 1981 erhielt er die Duncan R. Derry Goldmedaille der Geological Association of Canada, 1984 die Silbermedaille der Society of Economic Geologists, 1986 die Past President´s Medal der Mineralogical Association of Canada und 1998 die Logan Medal.

## Schriften
- Precambrian volcanogenic massive sulfide deposits in Canada: a review, Geological Survey of Canada Paper Nr. 72-22, 1972
- mit S. D. Scott: Precambrian strata-bound massive Cu-Pb-Zn sulfide ores of North America, Canad. Inst. Min. Metall. Bulletin, 73, 1980, 74–81